# Јосимар Јотун
Виктор Јосимар Јотун Флорес (шп. Víctor Yoshimar Yotún Flores; 7. април 1990) перуански је фудбалер. 

## Каријера
Јотун је започео своју каријеру у клубу Сирколо Спортиво Италијано, пре него што се преселио у Спортинг Кристал. Године 2008. играо је у перуанској Примери Дивисион са Хосе Галвесом, а затим се вратио у Спортинг Кристал 2009.
У јануару 2015. први пут се опробао у Европи, прелази у шведски Малме. Неколико месеци касније је и дебитовао у групној фази Лиге шампиона. 2016. године прикупио је 19 наступа у години у којој је тим освојио титулу. Након почетка шампионата 2017. године, изразио је жељу да напусти тим у следећем прелазном року.
Дана 4. августа 2017. је прешао у клуб из МЛС лиге Орландо Сити.

## Репрезентација
За перуанску репрезентацију је дебитовао 2011. године. Учествовао је на Копа Америци 2015. године, а Перу је освојио треће место. Године 2018. био је део репрезентације која је наступала на Светском првенству у Русији.